# Schloss Ennsegg

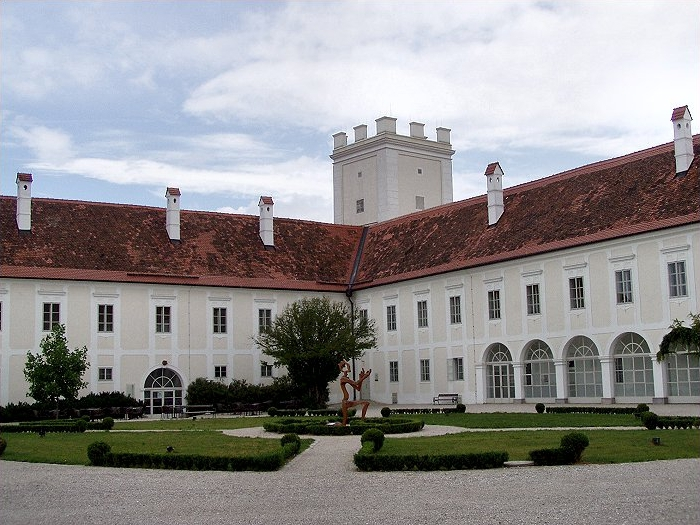
Schloss Ennsegg

Das Schloss Ennsegg befindet sich in der Stadt Enns (Schlossgasse 4) im Bezirk Linz-Land in Oberösterreich.

## Geschichte
Die Vorgeschichte von Schloss Ennsegg hat mit der früheren landesfürstlichen Ennsburg zu tun. Diese erste landesfürstliche Burg am Georgenberg war Ende des 15. Jahrhunderts so baufällig geworden, dass Kaiser Friedrich III. 1483 dem Richter und Rat der Stadt Enns befahl, einen Neubau zu erstellen. Dafür wurden am Ennsberg vier Bürgerhäuser abgebrochen, und an deren Stelle erstand eine landesfürstliche Burg, die Neue Ennsburg. Bereits hundert Jahre später war dieser neue kaiserliche Wohnsitz in so desolatem Zustand, dass wiederum ein Neubau ins Auge gefasst wurde.
Dabei wurde auf das Gelände der baufälligen alten Burg am Georgenberg zurückgegriffen. Hier war im Verteidigungsring der Stadt die schwächste Stelle, daher musste ein Wiederaufbau von Burg und Stadtmauer ins Auge gefasst werden. Der Rat der Stadt Enns bat deshalb in drei an den Kaiser gerichteten Schreiben (1565) um Überlassung des alten Schlosses. Argumentiert wurde, dass – falls ein Adeliger das alte Schloss bekommen würde – der Inhaber und seine Leute der Jurisdiktion der Stadt entzogen würden, dass die Kosten für den Neubau sehr hoch seien und dass die Stadt ein Zeughaus für die Unterbringung von Kriegsgerät benötigte. Kaiser Maximilian II. entschied dennoch zugunsten seines verdienten Kaiserlichen Rates Georg Gienger. So kam 1565 die alte Burg aus dem landesfürstlichen Besitz an den Hofvizekanzler Georg Gienger (1500–1577). Gienger entstammte einem Ulmer Patriziergeschlecht und hatte zahlreiche Funktionen inne (Hofvizekanzler, Kaiserlicher Rat, Landvogt in Schwaben und Burgvogt zu Enns). Der Kaiser erlaubte seinem Kaiserlichen Rat den Ausbau der alten Burg zu dem jetzigen Schloss Ennsegg unter der Bedingung, die „baufällige und zum Teil vor vielen Jahren eingefallene Burg“ wieder in einen guten Bauzustand zu bringen. Das neue Schloss wurde zwischen 1565 und 1570 errichtet. Gienger erhielt für die Neuerrichtung der Burg andererseits das Recht, dass er von den Ennser Vögten „nicht gehindert“ werde. Aus diesem adeligen Freisitz entwickelte sich dann die zugehörige freie Herrschaft Enns. (siehe: Enns Burg und Grünthal) Der von Gienger veranlasste Bau war aber wesentlich kleiner als heute, das „Alte Schloss“ befand sich am Nordostende der Hochterrasse und bestand aus einem zweigeschoßigen Arkadenhof, dem Treppenturm und einem Verbindungstrakt zur Stadtmauer.
Nach dem Tod Giengers († 1577) ging der Besitz an seine Tochter Ursula über, die mit Ferdinand Helfried von Meggau vermählt war. Deren Nachfolger war David Ungnad von Weissenwolff. Sein Sohn Andreas Ungnad bezeichnet sich 1601 als Herr von Ennsegg. Da dieser Ungnad ein Protestant war und sich am Aufstand der protestantischen Stände gegen den Landesherren beteiligt hatte, verlor er 1623 seinen Besitz. Das Schloss wurde beschlagnahmt und ging 1623 an den bayerischen Rat Ott Josef von Kirchberg über. Nach dessen Tod übernahm sein gleichnamiger Sohn den Besitz und vererbte diesen an seine Witwe Regina, geborene Freiin von Hoyos. Der wieder katholisch gewordene und von Kaiser Ferdinand III. zum Grafen erhobene David Ungnad konnte Ennsegg 1656 zurückkaufen. Auf ihn geht die Erweiterung des Schlosses um die beiden, den großen Hof begrenzenden Flügelbauten zurück.

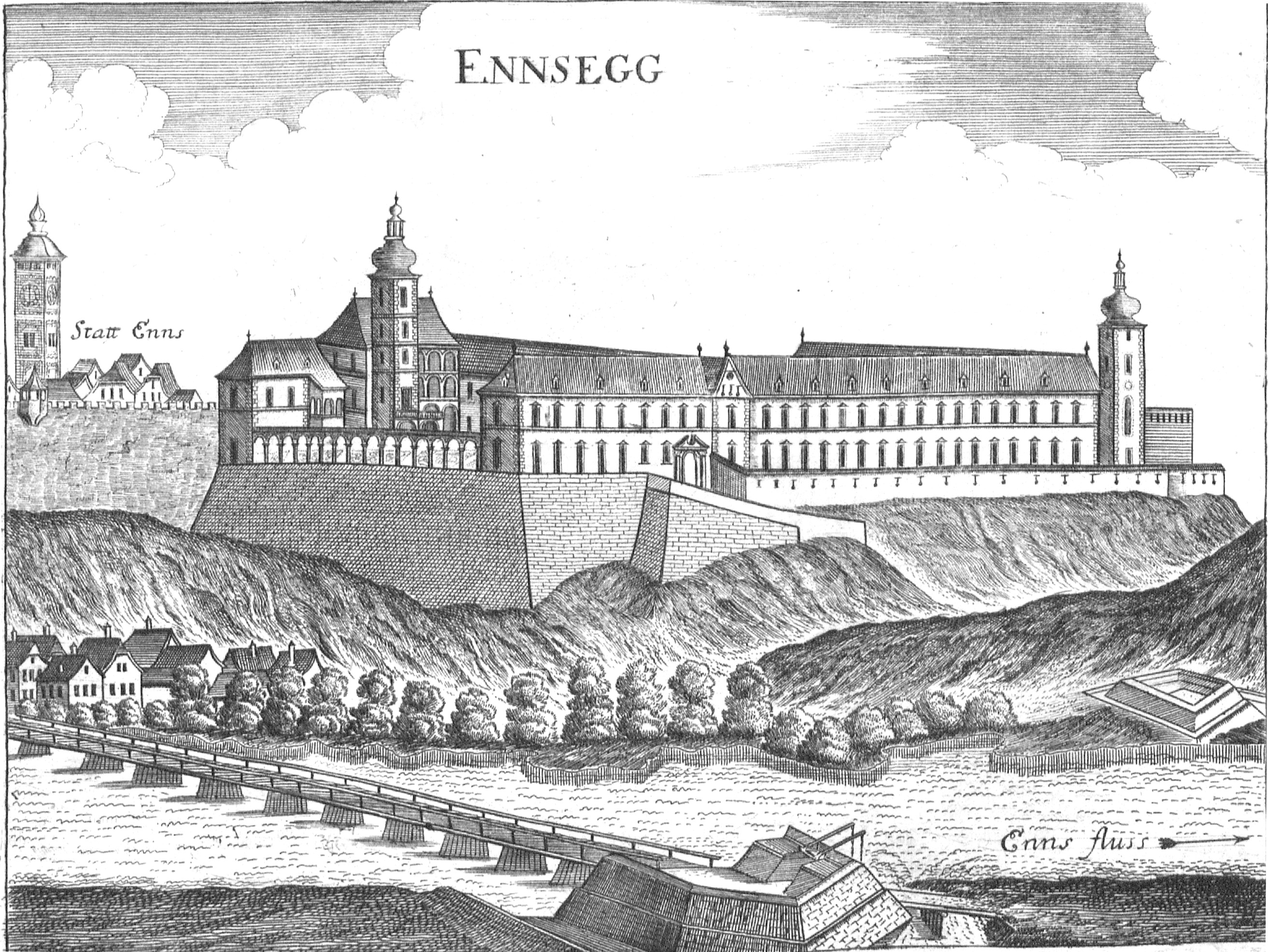
Schloss Ennsegg nach einem Stich von Georg Matthäus Vischer von 1674

1722 kam Ennsegg zusammen mit Schloss Roith und Schloss Köppach als Heiratsgut der Maria Anna Josepha von Weissenwolff an ihren Gatten, den Fürsten Johann Wilhelm Trautson. Wiederum als Heiratsgut von deren Tochter Maria Josepha erhielt 1744 Fürst Karl Josef von Auersperg das Schloss. 1794 folgte diesem Vinzenz Fürst Auersperg, und 1838 ging Ennsegg an seinen gleichnamigen Sohn Vinzenz über.
Schloss Ennsegg beherbergte aufgrund seiner verkehrstechnisch günstigen Lage des Öfteren illustre Gäste: Kaiser Franz Stephan von Lothringen, Gemahl der Maria Theresia, nutzte im Frühjahr 1764 mit zwei Erzherzögen auf der Reise nach Frankfurt am Main Ennsegg als Übernachtungsstation. Um den kaiserlichen Gast standesgemäß unterbringen zu können, trug die oberösterreichische Landeshauptmannschaft der Stadt Enns auf, noch verschiedene Möbel und Einrichtungsstücke aus Wien und vom Propst zu St. Florian nach Ennsegg zu schaffen. Marie Antoinette, Tochter der Kaiserin Maria Theresia, weilte 1770 in der Grenzstadt Enns. Sie war dem Dauphin von Frankreich bei den Augustinern in Wien angetraut worden und trat nun die Reise mit großem Gefolge (57 Wagen) und einer mit sechs Pferden bespannten Kutsche in ihre neue französische Heimat an. Nach der Schlacht bei Ebelsberg (3. Mai 1809) bezog Napoleon sein Quartier in Schloss Ennsegg. 1810 wohnte die Erzherzogin Maria Luise mit ihrem Vater Kaiser Franz I. auf Ennsegg; sie befand sich damals auf der Reise zu ihrem Gemahl Napoleon. Am 7. November 1816 traf in Ennsegg Karoline Auguste von Bayern, die Gattin des Kaisers Franz von Österreich, ein. Der österreichische Thronfolger Erzherzog Franz Ferdinand war in den Jahren 1884–1888 als junger Dragoner-Offizier häufiger Gast im Schloss. Die Kaisertochter Erzherzogin Marie Valerie verbrachte mit ihrer Familie in den Jahren 1900 bis 1902 die Sommermonate auf Ennsegg.
Vinzenz Fürst Auersperg ließ 1841 den Schlosspark als Englischen Garten anlegen und die Innenräume neu adaptieren. Der Park war bereits damals als öffentliche Erholungsfläche gedacht. 1888 waren Mathilde Fürstin von Auersperg und ihre Schwester Caroline, verwitwete Landgräfin Fürstenberg, die Besitzerinnen. Zwei Jahre später scheinen Caroline Fürstenberg und Eduard Egon Landgraf Fürstenberg als Eigentümer auf, 1904 folgte Landgraf Eduard Egon von Fürstenberg allein im Besitz. 1928 gelangte Ennsegg durch Schenkung an Marie Caroline Johanna Gräfin Walderdorff-Fürstenberg. Ab 1940 waren deren Töchter Marie Julie Gräfin Colloredo-Mannsfeld und Therese Gräfin von Walderdorff die Besitzerinnen. Ihnen folgte Franz Eugen Graf von Walderdorff.
2000 übernahm die Immobiliengesellschaft Dr. Georg Spiegelfeld-Schneeburg & Co KG Schloss Ennsegg und begann mit der Renovierung der Anlage. Die Stadt Enns kaufte den Schlosspark.

## Ennsegg heute

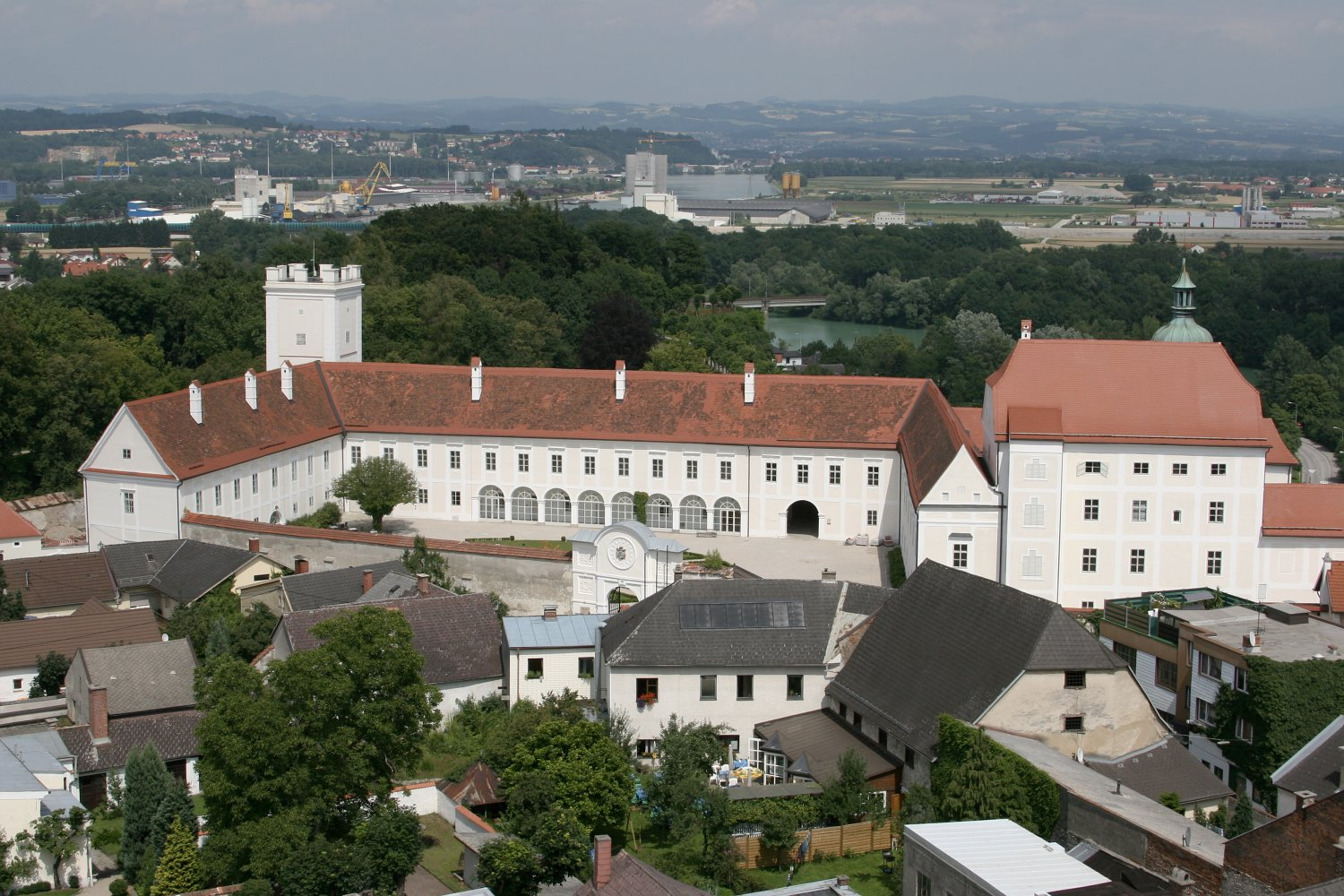
Schloss Ennsegg, Aufnahme vom Stadtturm

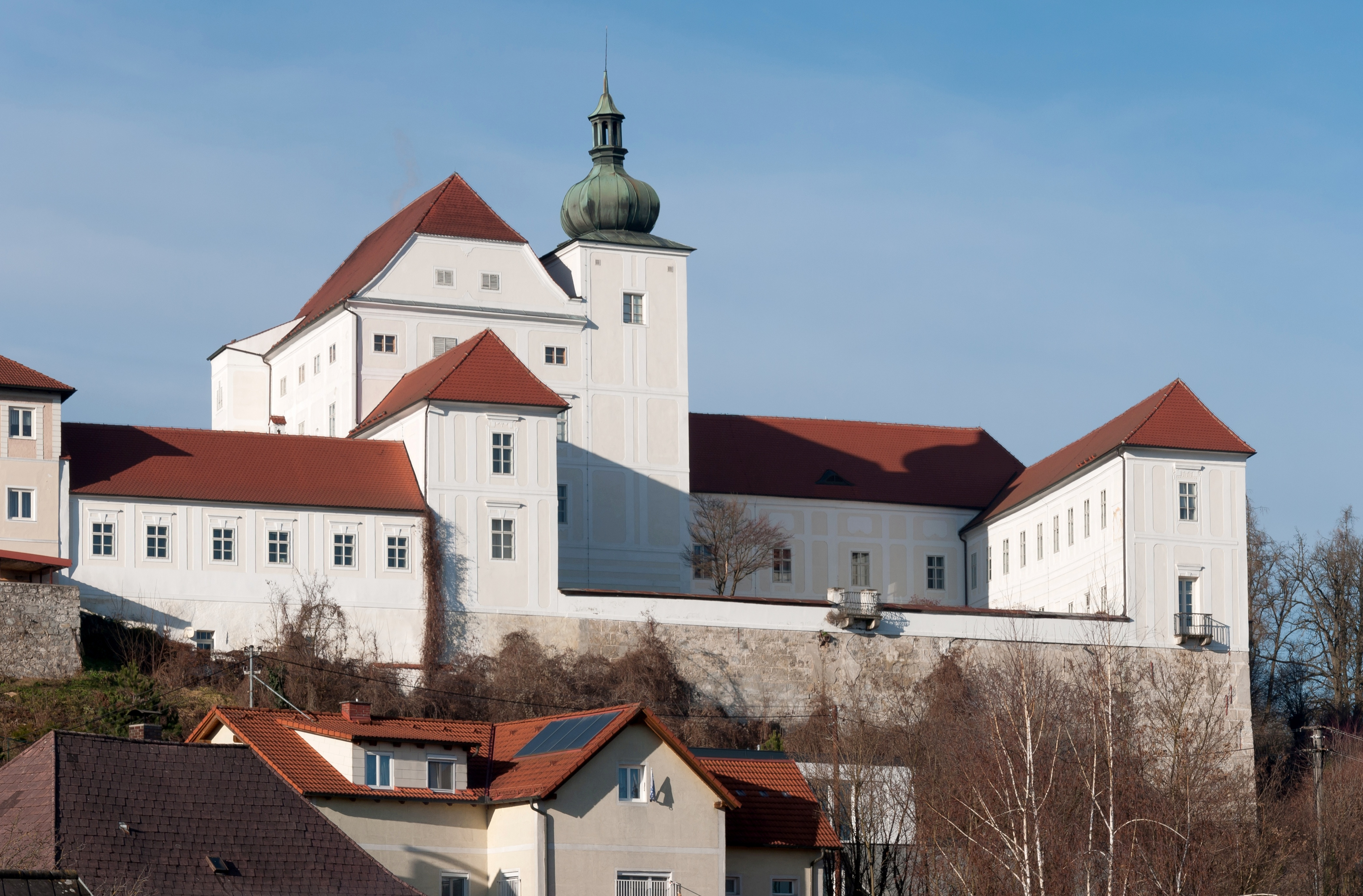
Südostansicht des Schlosses

Das Schloss Ennsegg war Teil der Stadtbefestigung von Enns. Der Nordosttrakt setzt auf einer hohen Mauer auf und riegelt die Stadt nach Norden und Osten ab. An der Nordostecke springt ein viereckiger Turm aus der Mauer und macht seine Funktion als Flankenschutz der Stadtbefestigung deutlich. Statt von einem Dach wird er von einer zinnengekrönten Wehrplattform bedeckt.
Das Schloss besitzt zwei Innenhöfe, von denen der größere ein Lauben-, der kleinere ein Arkadenhof ist. Diese Höfe sind durch einen Längsflügel voneinander getrennt. Der größere Hof ist nach Südwesten, der kleinere nach Südosten hin offen. An den Arkadentrakt ist an der Westseite der sogenannte Kapellenturm mit einem barocken Zwiebelhelm angebaut. In dem Arkadengang sind römische Funde aus Lauriacum (Lorch) aufgestellt. Über dem Ost- und Westeingang befinden sich die Wappen der Auersperger.
Die Schlosskapelle mit einem achteckigen Zentralraum und einer Kuppel stammt aus der zweiten Hälfte des 17. Jahrhunderts. Sie wurde in einen der Stadtbefestigung entstammenden Wehrturm eingebaut. Sie ist mit Stuckdekoration reich ausgestaltet. Die Fresken in den Wandfeldern dürften von Carpoforo Tencalla stammen; es handelt sich dabei um einen Marienlebenzyklus, ein Bekenntnis des David Ungnad von Weissenwolff zur Gegenreformation. Die vier vollplastischen Stuckfiguren stellen die Evangelisten dar. Der Altar wurde um 1800 aufgestellt. Das Altarbild wurde aber 1945 von den amerikanischen Besatzungstruppen geraubt.
Die Innenausstattung von Schloss Ennsegg hat durch den Zweiten Weltkrieg und die Nachkriegszeit sehr gelitten. Bis 1955 verlief unmittelbar unterhalb des Schlosses die Demarkationslinie, hinter der die sowjetische Besatzungszone Österreichs begann.
Heute ist das Schloss wiederhergestellt. Bemerkenswert ist im Ostteil der aus dem Rokoko stammende Bildersaal, der nun als Trauungssaal verwendet wird. Die dort befindlichen Bilder sind in die Wand eingesenkt. In einem weiteren Saal befindet sich ein prächtiger Keramikofen im Renaissancestil mit dem Wappen der Jörger, der aus dem Schloss Köppach stammt.

## Nutzung
In den Flügeltrakten ist seit 2001 die Ennser Landesmusikschule untergebracht. Außerdem dient das Schloss als Kulturzentrum und Standesamt. Teile des Gebäudes sind in Wohnungen und Büroräumen aufgeteilt. Durch vielerlei Veranstaltungen wird versucht, das Schloss zu revitalisieren, etwa durch Adventveranstaltungen oder Hochzeiten im Bildersaal oder der Schlosskapelle; das Schloss kann über die Gemeinde Enns auch für private Veranstaltungen gemietet werden. Führungen durch das Schloss Ennsegg sind nach telefonischer Voranmeldung möglich.
Das Ennser Museum für Stadtgeschichte „Museum Enns 1212“ wurde im Jahr 2023 im Schloss Ennsegg eröffnet. Die Gestaltung erfolgte durch Peter Hans Felzmann. Im Kuratorium des Museums sitzen unter anderem Roman Sandgruber und Gottfried Kneifel.